# Dimítrios Grívas
Pour les articles homonymes, voir Grivas.
Dimítrios Grívas (en grec moderne : Δημήτριος Γρίβας) né en 1829 à Nauplie et décédé le 6 mai 1889 à Marseille était un militaire grec. Il fut ministre de la marine ainsi que de la défense.
Il était le petit-fils de la Bouboulina et le fils de Theódoros Grívas.